# Johann Nicolaus Bach
Johann Nicolaus Bach (10. října 1669 Eisenach Německo – 4. listopadu 1753 Jena, Německo) byl německý varhaník a hudební skladatel. Člen hudební rodiny Bachů.

## Život
Johann Nicolaus Bach byl nejstarším synem Johanna Christopha Bacha. Byl rovněž strýcem první ženy Johanna Sebastiana Bacha Marie Barbary Bachové. Základní hudební vzdělání získal u svého otce a v roce 1690 vstoupil na Universitu v Jeně, kde studoval u J. N. Knüpfera, syna Tomášského kantora Sebastiana Knüpfera. Vykonal studijní cestu do Itálie a po návratu v roce 1694 vystřídal svého učitele ve funkci varhaníka v městském kostele sv. Michala v Jeně. Univerzitní úřady se však zdráhaly připustit, aby působil navíc jako varhaník universitního kostela Kollegienkirche jako jeho předchůdce. Teprve v roce 1719 se stal varhaníkem v obou chrámech. V obou chrámech pak působil až do svých osmdesáti let.
Kromě toho, že byl varhaníkem, vedoucím univerzitního Collegia musicum a skladatelem, zabýval se rovněž stavbou hudebních nástrojů. Je považován za vynálezce loutnového klavíru. Jako odborník na varhany řídil v letech 1704–1706 rekonstrukci varhan v Kollegienkirche.
Zemřel 4. listopadu 1753 v Jeně ve věku 84 let.

## Dílo

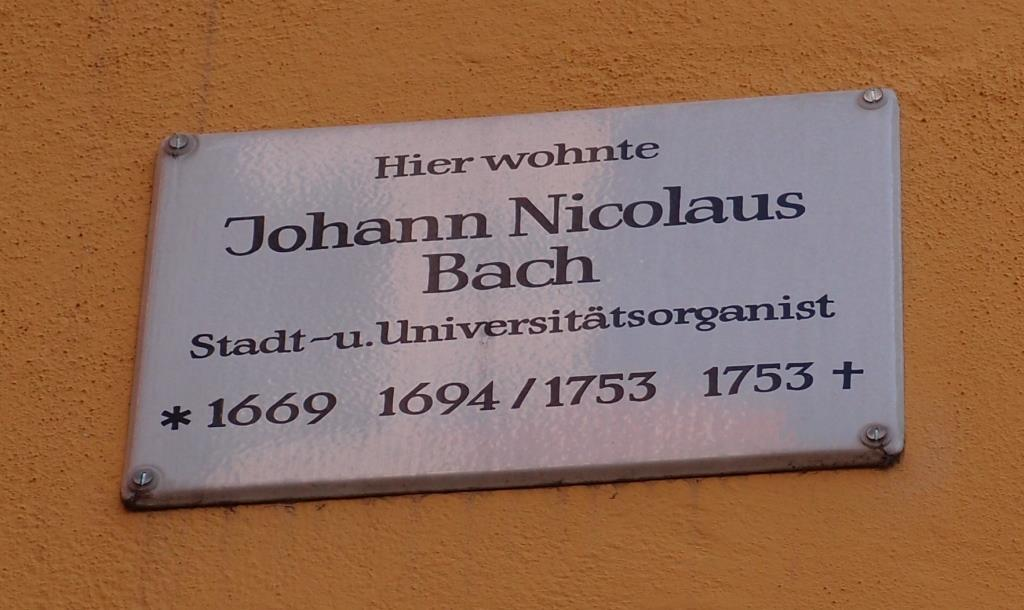
Pamětní deska v Jeně.

Dochovalo se jen několik skladeb Johanna Nicolause Bacha:
- Mše, sopra cantilena Allein Gott in der Höhe, e-moll (1716)
- Der Jenaische Wein- und Bierrufer (studentská skladba)
- Koncert: Herr, wie sind deine Werke (někdy připisováno Johannu Michaelovi Bachovi)
- Varhanní chorál: Nun freut euch liehen Christen gmein
- Suity pro cembalo